# Dortmund Musik
Dortmund Musik (Eigenschreibweise DORTMUND MUSIK.education) ist eine der größten Musikschulen Deutschlands. Die Musikschule ist Mitglied im Verband Deutscher Musikschulen (VdM), im Landesverband NRW (LVdM NRW) und Gründungsmitglied der RuhrMusikschulen, dem Netzwerk der öffentlichen Musikschulen in der Metropolregion Ruhrgebiet.

## Geschichte
Dortmund Musik blickt auf eine lange Geschichte und Tradition zurück: Die Musikschule wurde 1951 als eigenständige Jugendmusikschule, die dem Kulturamt der Stadt Dortmund zugeordnet war, gegründet. Vorläuferin war die bereits 1926 ins Leben gerufene Jugendmusikschule, die allerdings dem Städtischen Konservatorium angegliedert und nicht selbständig war und mit der es ab 1930 aufgrund der Weltwirtschaftskrise bergab ging.
Schon die ersten Angebote der Jugendmusikschule orientierten sich an der Fläche der Stadt: Die Lehrkräfte bauten das Unterrichtsangebot nicht nur im damaligen Hauptgebäude an der Lindemannstraße, sondern in allen Stadtteilen Dortmunds auf. Unter der Leitung von Wilhelm Twittenhoff standen das Singen sowie die Anwendung des Orffschen Schulwerks im Mittelpunkt der Ausbildung für Kinder ab sieben Jahren.
1963 wurde Rainer Glen Buschmann zum Leiter der Jugendmusikschule bestellt, die er fast 30 Jahre lang intensiv prägte. Buschmann setzte sich u. a. sehr für Jazz und zeitgenössische Musik in der Arbeit der Jugendmusikschule ein, die sich 1972 in Musikschule der Stadt Dortmund umbenannte. Neu im Angebotskanon waren seit den 1970er Jahren die „Veranstaltungen zur Hörerbildung“, die allen Interessierten offenstanden, sowie die Einrichtung einer „Studienvorbereitenden Abteilung“, die bis heute Bestand hat.
Stetig steigende Schülerzahlen und die Erweiterung des Unterrichtsangebotes machten ein eigenes, zentral gelegenes Musikschulgebäude nötig. So wurde im Jahr 1975 die Dortmunder Musikschule im einzigen erhalten gebliebenen Gebäude des ehemaligen Schlachthofes an der Steinstraße eingeweiht.
Nach dem gesundheitsbedingten Ausscheiden Rainer Glen Buschmanns übernahm 1992 mit Doris Froese erstmals eine Frau die Leitung der Musikschule. In ihre Amtszeit fiel die Reform der Stadtverwaltung Dortmund: Die Musikschule wurde Teil der Dortmunder Kulturbetriebe, die bis heute die kulturellen und Weiterbildungsangebote der Stadt unter einem Dach in der Rechtsform des kommunalen Eigenbetriebes bündeln. Unter der Leitung von Doris Froese wurden zum ersten Mal befristete Kurse eingeführt, wie das Jugendblasorchester, die Oldieband, Jazztanz oder Klavierspiel für Erwachsene, die neue Gruppen der Dortmunder Bevölkerung erreichten. Das Angebot an verschiedenen Ensembles wurde und wird bis heute kontinuierlich erweitert. 1996 erfolgte die Einrichtung der Glen Buschmann Jazzakademie, die der an der Musikschule Dortmund schon immer hoch gehaltenen Jazzpflege Gestalt verlieh.
1999 übernahm Volker Gerland, vormals in gleicher Funktion an den Musikschule in Mülheim an der Ruhr und Wermelskirchen sowie als Vorsitzender des Landesverbandes der Musikschulen in NRW (LVdM) tätig, die Leitung der Musikschule Dortmund, die ihm bereits durch seine langjährige Tätigkeit als Gitarrenlehrer vertraut war. Seither ergänzen in zunehmendem Umfang Projekte und verschiedene Kooperationen den traditionellen Instrumental- und Vokalunterricht, wie die Beteiligung am Landesprogramm „JeKits – jedem Kind Instrumente, Tanzen, Singen“ oder die Zusammenarbeit mit Fabido-Kitas (Familienergänzende Bildungseinrichtungen für Kinder in Dortmund). Im Jahr 2009 wurde die Pop School zur Förderung der Popkultur in Dortmund ins Leben gerufen. Seit 2017 gibt es die Barockakademie.
Seit 2021 ist Stefan Prophet Geschäftsbereichsleiter der Kulturbetriebe Dortmund und Direktor von Dortmund Musik. Er ist Mitglied im Vorstand des Verbands Deutscher Musikschulen und des Beirats folkwang junior der Folkwang Universität der Künste sowie Sprecher der RuhrMusikschulen und war von 2012 bis 2017 als Regionalsprecher Vorstandsmitglied des LVdM NRW.
Anfang 2023 wurde aus der Musikschule Dortmund Dortmund Musik.
2024 wurde Dortmund Musik mit dem German Brand Award sowohl als Marke als auch für das Logo-Design in verschiedenen Kategorien ausgezeichnet.

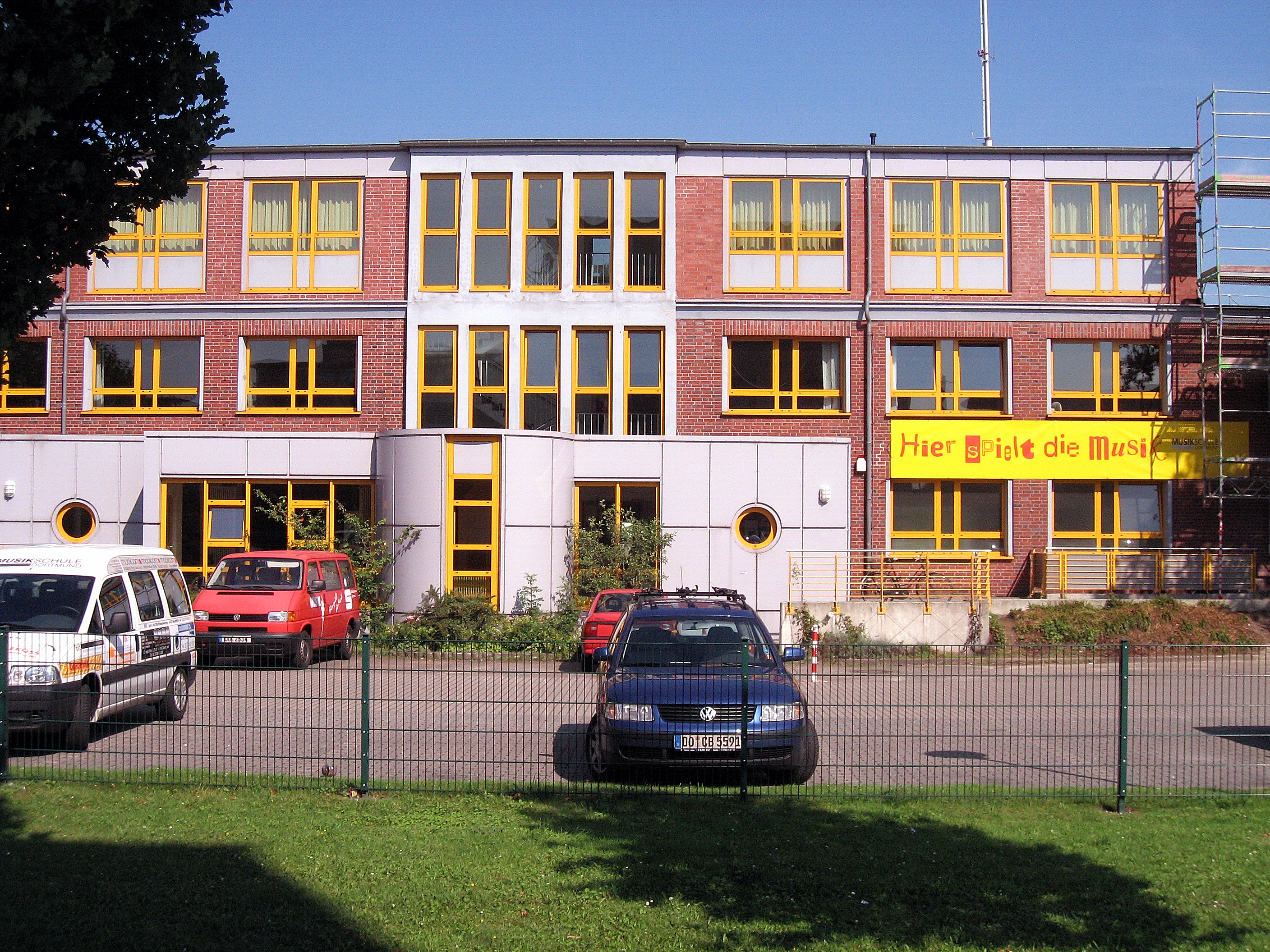
Westfassade der Musikschule 2007

## Angebot
Rund 170 tarifbeschäftigte Lehrkräfte unterrichten zentral in der Innenstadt und in über 100 Außenstellen im gesamten Stadtgebiet jährlich etwa 24.000 Kinder, Jugendliche und Erwachsene (14.500 Belegungen). Musikschulschülerinnen und -schüler können zwischen über 30 Instrumenten und Gesang sowie über 40 Ensembles, Orchestern, Bands und Chören wählen. Dortmund Musik gliedert sich in sieben Sparten: „Von Anfang an“, „Bildungspartnerin“, „Musikschule“, „House of Pop“, „Exzellenz“, „Musik Digital“ sowie „Live on stage“:
- „Von Anfang an“ richtet sich mit Musikwichteln, Musikzwergen, Musikalisch Kreativem Unterricht sowie Musikalischer Früherziehung an Familien mit Kindern im Alter von sechs Monaten bis sechs Jahren.

- Dortmund Musik ist „Bildungspartnerin“ der Fabido-Kitas. Seit 2007 beteiligt sich Dortmund Musik außerdem am Landesprogramm „JeKi – Jedem Kind ein Instrument“ – seit 2015 „JeKits – Jedem Kind Instrumente, Tanzen, Singen“ und kooperiert mit 70 Dortmunder Grund- und Förderschulen. Dortmund Musik arbeitet zudem seit Jahren mit verschiedenen allgemeinbildenden Schulen zusammen, in denen Bläser- und Streicherklassen sowie Bandarbeit den regulären Musikunterricht ab der Klasse 5 und 6 bilden oder ergänzen.

- Im Bereich „Musikschule“ werden Kinder, Jugendliche und Erwachsene an über 30 Instrumenten (Blechblas-, Holzblas-, Streich-, Zupf-, Tasten-, Schlaginstrumente) und Gesang in verschiedenen Unterrichtsformen sowie in Gehörbildung, Theorie und Komposition unterrichtet. Sie können zwischen 40 verschiedenen Ensembles, Orchestern, Bands und Chören wählen.

- Das „House of Pop“ fasst die Unterrichtskonzepte für Pop, Rock, Singer-Songwriter, World Music, Remix und Production zusammen.

- Mit der Sparte „Exzellenz“ werden sehr weit fortgeschrittene Schülerinnen und Schüler von Dortmund Musik besonders gefördert: Die Studienvorbereitende Ausbildung (SVA) bereitet Jugendliche auf Aufnahmeprüfungen an Universitäten oder Hochschulen vor. Sie besuchen neben dem instrumentalen/vokalen Haupt- und Pflichtfach die Unterrichtsfächer Gehörbildung, Harmonielehre, Allgemeine Musiklehre, Komposition, Vom-Blatt-Singen und Liedbegleitung.

Die Barockakademie Dortmund wurde 2017 mit Unterstützung des Landes Nordrhein-Westfalen gegründet und beschäftigt sich mit Alter Musik und historischer Aufführungspraxis. Sie veranstaltet regelmäßig Workshops, Kurse, Vorträge und Konzerte mit Ensembles und Orchestern in den verschiedensten Besetzungen.
Die Glen Buschmann Jazz Akademie Dortmund wurde 1996 in Gedenken an Prof. Rainer „Glen“ Buschmann gegründet. Bei den Dozentinnen und Dozenten handelt es sich um überregional und auch international aktive Jazzmusikerinnen und -musiker, die sowohl musikalisch als auch pädagogisch auf einen reichhaltigen Erfahrungsschatz zurückgreifen können. Im Jahr 2017 wurde die Glen Buschmann Jazz Akademie in der Kategorie „Ehrenpreis“ für ihre langjährigen Ausbildungserfolge mit dem WDR-Jazzpreis ausgezeichnet.
Dortmund Musik ist zudem Kooperationspartner der Folkwang UdK im Programm folkwang junior und anerkanntes Prüfungszentrum des Associated Board of the Royal Schools of Music (ABRSM), der weltweit führenden Organisation für vergleichende Musikprüfungen.
Die Angebote in der Sparte „Musik digital“ reichen von Recording über Remix bis hin zu digitalen Ensemble-Proben via Internet. Im Rahmen verschiedener Workshop-Angebote und auch im wöchentlich stattfindenden Unterricht kommen verschiedene Arten von Software und Hardware zum Einsatz. Dabei gibt es sowohl einen eigenen Ausbildungszweig „Elektronische und digitale Musik“ als auch eher spielerische Laborsituationen für Kinder und Jugendliche. Darüber hinaus ist Dortmund Musik Mitveranstalterin des Wettbewerbs Remix.Ruhr.
In der Sparte „Live on Stage“ präsentieren sich Schülerinnen und Schüler sowie Lehrkräfte von Dortmund Musik bei zahlreichen Konzerten und Veranstaltungen, wie dem jährlich stattfindenden Konzert zum Jahresabschluss sowie bei stadtübergreifenden Festen wie Dortbunt, Museumsnacht, Tag des Offenen Denkmals, Nacht der Jugendkultur oder Fest der Chöre.
Der Wettbewerb „Jugend musiziert“ ist seit Jahren bei Dortmund Musik etabliert. Der Landeswettbewerb Jugend jazzt, in der Trägerschaft des Landesmusikrats NRW und durchgeführt in Kooperation mit dem Jazzclub domicil, ist ebenfalls seit über 40 Jahren fester Bestandteil von Dortmund Musik. Diese Wettbewerbe haben es sich zur Aufgabe gemacht, keine reinen Wettbewerbe, sondern Feste der musikalischen Begegnung zu sein.
In den Herbstferien lädt Dortmund Musik jedes Jahr zur Musikfreizeit ein: Kinder, Jugendliche und Erwachsene singen und musizieren gemeinsam mehrere Tage lang in wechselnden Ensembles Werke unterschiedlicher Stilrichtungen.